# Messua limbata
Messua limbata är en spindelart som först beskrevs av Banks 1898.  Messua limbata ingår i släktet Messua och familjen hoppspindlar. Inga underarter finns listade i Catalogue of Life.